# Vojvoda Norfolški
Vojvoda Norfolški je prvi vojvoda v plemstvu Anglije in kot Arundelski grof tudi prvi grof. Poleg tega je bil dvorni ceremoniar in dedni ceremoniar Anglije. Sedež vojvod je Arundelski grad v Sussexu, čeprav se naslov nanaša na grofijo Norfolk. Sedanji vojvoda Norfolški je Edward Fitzalan-Howard, 18. vojvoda. Vojvode so bili v preteklosti katoliki. Ostali so zvesti papežu in rimskokatoliški cerkvi in se niso pridružili anglikanski cerkvi.
Vsi pretekli in sedanji vojvode so bili potomci Edvarda I. Sin Thomasa Howarda, tretji vojvoda Norfolški, je bil Henry Howard, grof Surreyjski; grof je bil v sorodu s kraljem Edvardom I. in Edvardom II.

## Zgodovina
Predhodnik vojvod Norfolških je bil Norman Roger Bigod, grof Norfolški (umrl 1107). Njihova moška linija se je končala leta 1307, zato so bili njihovi naslovi in posestva vrnjeni kroni. Edvard II. je nato leta 1312 imenoval svojega brata Thomasa iz Brothertona za grofa. Dedovala je njegova hči Margaret, vnukinja kralja Edvarda I., nato pa njen vnuk Thomas Mowbray.
Ko je leta 1397 kralj Rihard II. imenoval Thomasa Mowbraja za vojvodo, mu je dodelil posestva in naslove (tudi dvorni ceremoniar), ki je pripadal grofom. Njegova babica Margaret je bila še živa in je postala vojvodinja Norfolška. Mowbray je umrl v izgnanstvu leta 1399, nekaj mesecev za svojo babico, in njegov naslov je bil razveljavljen. Njegova vdova je imela naslov grofica Norfolška. 
Med letoma 1401 in 1476 je družina Mowbray dobila naslov in zapuščino vojvod Norfolških. John Mowbray, četrti vojvoda, je umrl brez moškega potomca leta 1476, njegov edini preživeli otrok je bila triletna Ana Mowbray. Že pri njenih treh letih je bila sklenjena zakonska zveza med Ano in Rihardom, vojvodom Yorškim, štiriletnim sinom angleškega kralja Edvarda IV. Ostala je Rihardova otroška nevesta, dokler ni umrla, stara osem let.
V skladu z ureditvijo zakonske zveze je Rihard podedoval zemljo in bogastvo družine Mowbray. Bil je tudi vojvoda Norfolški. Po smrti Edvarda IV. si je prestol prilastil Edvardov brat Rihard III. Princ Rihard in njegov starejši brat (poznejši kralj Edvard V.) sta bila razglašena za nezakonita in zaprta v Tower v Londonu sredi leta 1483. Vse naslove je zasegla krona.
John Howard, sin starejše Mowbrayeve hčerke Margaret, je kot dedič vojvodine in podpore pri onemogočanju Riharda III. postal prvi vojvoda Norfolški leta 1483 ob tretji podelitvi naslova. Od tedaj do danes je naslov ostal v rokah potomcev Johna Howarda.
Katoliška vera Howardove dinastije je bila pogosto v nasprotju z vero vladajočega monarha, zlasti med vladavino Henrika VIII. in po njej. Leta 1546 je Thomas Howard, tretji vojvoda, padel v nemilost pri umirajočem Henriku, ki mu je 27. januarja 1547 odvzel naslov in njegova zemljišča vrnil kroni. Zaprt je bil v Towru in za las ušel usmrtitvi naslednji dan po Henrikovi smrti. V zaporu je bil do smrti Edvarda VI. Ob prihodu katoliške kraljice Marije na angleški prestol leta 1553 je dobil zemljišča in naslove nazaj. Vojvoda je umrl naslednje leto v starosti okoli 81 let, nasledil ga je njegov vnuk Thomas kot četrti vojvoda Norfolški. Po Marijini smrti in prihodu njene sestre Elizabete I. je bil vojvoda zaprt zaradi spletkarjenja pri poroki z Marijo, škotsko kraljico. Po izpustitvi iz hišnega pripora leta 1570 in poznejšega sodelovanja pri Ridolfijevi zaroti za ustoličenje Marije in katolicizma v Angliji, je bil usmrčen zaradi izdaje, njegove posesti in naslovi pa so spet propadli.
Leta 1660 je četrti vojvodski prapravnuk, 23. grof Arundelski, ponovno dobil družinske posesti in naslov vojvode. Duševno bolan peti vojvoda ni bil nikoli poročen in je umrl leta 1677. Nasledil ga je njegov mlajši brat Henrik kot šesti vojvoda, ki so mu sledili sedmi, osmi in deveti vojvoda po moški liniji. Ob smrti devetega vojvode je naslov podedoval njegov dedič Charles Howard, vnuk Charlesa Howarda iz Greystoka, mlajši brat petega in šestega vojvode. Nasledil ga je njegov sin Charles, ki ni imel legitimnega moškega dediča in naslov je dobil Bernard Howard, pravnuk Bernarda Howarda iz Glossopa, najmlajši brat petega in šestega vojvode. Naslov je prenesel na svojega sina Henrika Howarda, 13. vojvodo Norfolškega, ki je bil oče Henryja Fitzalana-Howarda, 14. vojvode, in Edwarda Fitzalana-Howarda, 1. barona Howarda iz Glossopa. Naslov se je prenašal po liniji starejšega brata vse do smrti Bernarda Fitzalana-Howarda, 16. vojvode Norfolškega leta 1975 brez moškega potomca. Zato ga je nasledil njegov drugi bratranec Miles Stapleton-Fitzalan-Howard, 17. vojvoda Norfolški, ki je bil pravnuk omenjenega 1. barona Howarda iz Glossopa.
Sedanji vojvoda Norfolški je Edward Fitzalan-Howard, 18. vojvoda, ki je nasledil svojega očeta Milesa Stapletona-Fitzalana–Howarda, 17. vojvoda leta 2002.

## Naloge in drugi naslovi
Poleg naslova vojvoda Norfolški imajo tudi dedni položaj dvornega ceremoniarja, ki prireja državne prireditve, kot je državno odprtje parlamenta. V zadnjih petih stoletjih, razen nekaj krajših obdobij, so vojvode in ceremoniarji v družini Howard. Po zakonu o lordski zbornici (The House of Lords) iz leta 1999 je zaradi dolžnosti, ki jih ima kot dvorni ceremoniar, lord Norfolški eden od dveh dednih naslovov, ki je samodejno sprejet v lordsko zbornico, ne da bi ga izvolili (drugi je lord Veliki Chamberlain).
Poleg tega da sodeluje pri državniškem odprtju parlamenta, je eden od štirih posameznikov, ki stojijo pred vladarjem, in eden od dveh, ki običajno hodijo tako, da gledajo vladarja (torej nazaj), kar pa v zadnjih letih ni več v navadi.
Kot dvorni ceremoniar je vojvoda Norfolški vodja College of Arms, v katerem ureja vse zadeve, povezane z grbi in pravili, poleg tega pripravlja in nadzira državne prireditve.
Bil je eden od treh upravičencev za naslov vodje najvišjih služabnikov Anglije (Chief Butler of England).
Vojvoda Norfolški ima zdaj te pomožne naslove:
- grof Arundelski (1289)
- grof Surreyjski (1483)
- grof Norfolški (1644)
- baron Beaumontski (1309)
- baron Maltraverski (1330)
- baron FitzAlanski (1627)
- baron Clunski (1627)
- baron Oswaldestrski (1627)
- baron Howard Glossopski (1869)

Vsi naslovi so iz najvišjega angleškega plemstva, razen baron Howard Glossopski, ki predstavlja plemstvo Združenega kraljestva. Vsi si sledijo po moški liniji, razen baron Beaumontski, ki ga lahko nasledi ženska. Naslov grof Arundelski se uporablja kot vljudnostni naslov vojvodovega najstarejšega sina, sedanji je Henrik Fitzalan-Howard. Naslov lord Maltraverski se uporablja kot vljudnostni naslov najstarejšega sina vojvodovega najstarejšega sina (vojvodovega vnuka].

## Rezidence
Glavne rezidence, pogosto povezane z vojvodo Norfolškim, so: grad Framlingham, grad Bungay, pa tudi grad Clun v Shropshiru, ki je danes večinoma ruševina; Worksop Manor, Carlton Towers, Norfolk House v Londonu in predvsem Arundelski grad.
Grad Framlingham je bil prvotno del posesti grofov Norfolških. Ko pa je bil naslov ukinjen, je prešel grad v upravljanje krone. Leta 1397 ga je kralj Rihard II. namenil Thomasu Mowbrayu, vojvodi Norfolškemu, in ko je Mowbrayeva linija izumrla, je prešel na družino Howard. Večja popravila v tem gradu so bila izvedena leta 1485 po naročilu Johna Howarda. Grad je ostal v družini Howard, a je sčasoma prešel iz mode. Leta 1553 na primer je bil Framlingham predan Mariji Tudor, sestri kralja Edvarda VI. 
Grad Bungay je bil prvotno tudi del posesti grofov Norfolških. Leta 1483 je prešel v posest Howardov, vojvod Norfolških. Družina je bila njegova lastnica, razen v kratkih obdobjih, vse do poznega 20. stoletja. Grad že kar nekaj časa razpada. 17. vojvoda Norfolški je leta 1987 predstavil grad mestu in začel obnovo, da bi ga ohranil. Zdaj je v lasti in upravljanju Castle Trusta. 
Carlton Towers v Carltonu, Severni Yorkshire. To je viktorijanska gotska podeželska hiša, ki jo je predelal Edward Welby Pugin za osmega barona Beaumontskega. Je yorkshirski dom vojvod Norfolških. Čeprav družina še vedno živi v delu hiše, se zdaj v glavnem uporablja za poroke in podobne dogodke.
Arundelski grad je bil glavni sedež vojvod Norfolških in njihovih prednikov več kot 850 let. Roger de Montgomery, grof Arundelski, ga je zgradil v 11. stoletju. Grad je zasegla krona leta 1102. Kralj Henrik II. ga je leta 1155 dal Williamu d'Aubignyju, grofu Arundelskemu. Arundelski grad je še danes dom vojvode in vojvodinje Norfolške ter njunih otrok. Fitzalanova kapela, zgrajena leta 1390, ki je na zahodnem delu posestva zunaj gradu, je grobnica zadnjega vojvode Norfolškega. 
Glossop Hall kot občasno bivališče je na območju High Peak v Derbyshiru. Ko je postala družina tesno povezana s Sheffieldom, se je kmetija v Glossopu bolj uporabljala, zlasti ko je v 1760-ih še živel Henry Howard, 14. vojvoda, ki je razširil kmetijo kot občasno bivališče, in v obdobju 15. vojvode Henryja Granvilla Fitzalana-Howarda, ki so ga zanimale dejavnosti v mestu. Posest Glossop je bila prodana leta 1925.

## Seznam vojvod

### Prva podelitev (1397)
- Thomas Mowbray, 1. vojvoda Norfolški (* 1365; † 1399) (preklicana 1399) 
  - Margaret, vojvodinja Norfolška (* okoli 1320; † 1398) (stara mati Thomasa Mowbraya)
- John Mowbray, 2. vojvoda Norfolški (* 1392; † 1432) (obnovljena 1425)
- John Mowbray, 3. vojvoda Norfolški (* 1415; † 1461)
- John Mowbray, 4. vojvoda Norfolški (* 1444; † 1476)

### Druga podelitev (1481)
- Richard Shrewsbury, 1. vojvoda Yorški in 1. vojvoda Norfolški (* 1473; † 1483?)

### Tretja podelitev (1483)
- John Howard, 1. vojvoda Norfolški (* 1430; † 1485) (preklicana 1485)[1]
- Thomas Howard, 2. vojvoda Norfolški (* 1443; † 1524) (obnovljena 1514)
- Thomas Howard, 3. vojvoda Norfolški (* 1473; † 1554) (preklicana 1547, obnovljena 1553)
- Thomas Howard, 4. vojvoda Norfolški (* 1536; † 1572) (preklicana 1572)
- Thomas Howard, 5. vojvoda Norfolški (* 1627; † 1677) (obnovljena 1660)
- Henry Howard, 6. vojvoda Norfolški (* 1628; † 1684)
- Henry Howard, 7. vojvoda Norfolški (* 1655; † 1701)
- Thomas Howard, 8. vojvoda Norfolški (* 1683; † 1732)
- Edward Howard, 9. vojvoda Norfolški (* 1685; † 1777)
- Charles Howard, 10. vojvoda Norfolški (* 1720; † 1786)
- Charles Howard, 11. vojvoda Norfolški (* 1746; † 1815)
- Bernard Edward Fitzalan-Howard, 12. vojvoda Norfolški (* 1765; † 1842)
- Henry Charles Fitzalan-Howard, 13. vojvoda Norfolški (* 1791; † 1856)
- Henry Granville Fitzalan-Howard, 14. vojvoda Norfolški (* 1815; † 1860)
- Edward Fitzalan-Howard, 18. vojvoda Norfolški iz Carlton Towers (1981)
- Henry Fitzalan-Howard, 15. vojvoda Norfolški (* 1847; † 1917)
- Bernard Marmaduke Fitzalan-Howard, 16. vojvoda Norfolški (* 1908; † 1975)
- Miles Francis Stapleton Fitzalan-Howard, 17. vojvoda Norfolški (* 1915; † 2002)
- Edward William Fitzalan-Howard, 18. vojvoda Norfolški (* 1956)

Zdaj ima naslov Henry Miles Fitzalan-Howard (* 1987), tudi naslov grof Arundelski in Surreyjski; do smrti svojega dedka v letu 2002 je imel vljudnostni naslov lord Maltraverski.

## Vitezi reda hlačne podveze
Veliko vojvod Norfolških ima viteški red hlačne podveze. V nadaljevanju je seznam skupaj z njihovimi letnicami pridobitve:
- 1383 – Thomas Mowbray, 1. vojvoda Norfolški
- 1421 – John Mowbray, 3. vojvoda Norfolški
- 1451 – John Mowbray, 4. vojvoda Norfolški
- 1472 – John Howard, 1. vojvoda Norfolški
- 1475 – Richard of Shrewsbury, 1. vojvoda Yorški, 1. vojvoda Norfolški
- 1483 – Thomas Howard, 1. grof Surreyjski; degradiran 1485; obnovljen 1489; pozneje 2. vojvoda Norfolški
- 1510 – Thomas Howard, 3. vojvoda Norfolški
- 1559 – Thomas Howard, 4. vojvoda Norfolški; degradiran 1572
- 1685 – Henry Howard, 7. vojvoda Norfolški
- 1834 – Bernard Edward Howard, 12. vojvoda Norfolški
- 1848 – Henry Howard, 13. vojvoda Norfolški
- 1886 – Henry Fitzalan-Howard, 15. vojvoda Norfolški
- 1937 – Bernard Marmaduke Fitzalan-Howard, 16. vojvoda Norfolški
- 1983 – Miles Francis Stapleton Fitzalan-Howard, 17. vojvoda Norfolški

## Družinsko drevo
- Družinsko drevo